# 瓦西利基夫齊 (波格列比謝區)
49°24′59″N 29°12′20″E / 49.41639°N 29.20556°E
瓦西利基夫齊（烏克蘭語：Васильківці），是烏克蘭的村落，位於該國西南部文尼察州，由文尼察區負責管轄，始建於1750年，面積0.13平方公里，海拔高度235米，2001年人口147，人口密度每平方公里1,157.48人。